# Generalitat de Catalunya

Emblem der Generalitat de Catalunya

Die Generalitat de Catalunya (katalanische Aussprache [ʒənəɾəɫiˈtad də kətəˈɫuɲə], spanisch Generalidad de Cataluña; aranesisch Generalitat de Catalonha) ist die Gesamtheit der politischen Institutionen, die im Rahmen des Autonomiestatuts die Selbstverwaltung der spanischen Autonomen Gemeinschaft Katalonien ausübt.

## Zusammensetzung
Die Generalitat umfasst nach dem Autonomiestatut von 2006 drei Institutionen:
- das katalanische Parlament, das Gesetze ausarbeitet und beschließt und den Präsidenten sowie die Regierung kontrolliert,
- der Präsident der Generalitat, der vom Parlament unter den Abgeordneten gewählt und vom König ernannt wird, ist der oberste Vertreter der Generalitat,
- die katalanische Regierung (Govern), zusammengesetzt aus dem Präsidenten und den Räten (consellers), die die vom Parlament beschlossenen Gesetze ausführt, die Verwaltung leitet und ein Gesetzgebungsinitiativrecht hat.

## Geschichte

### Ursprünge

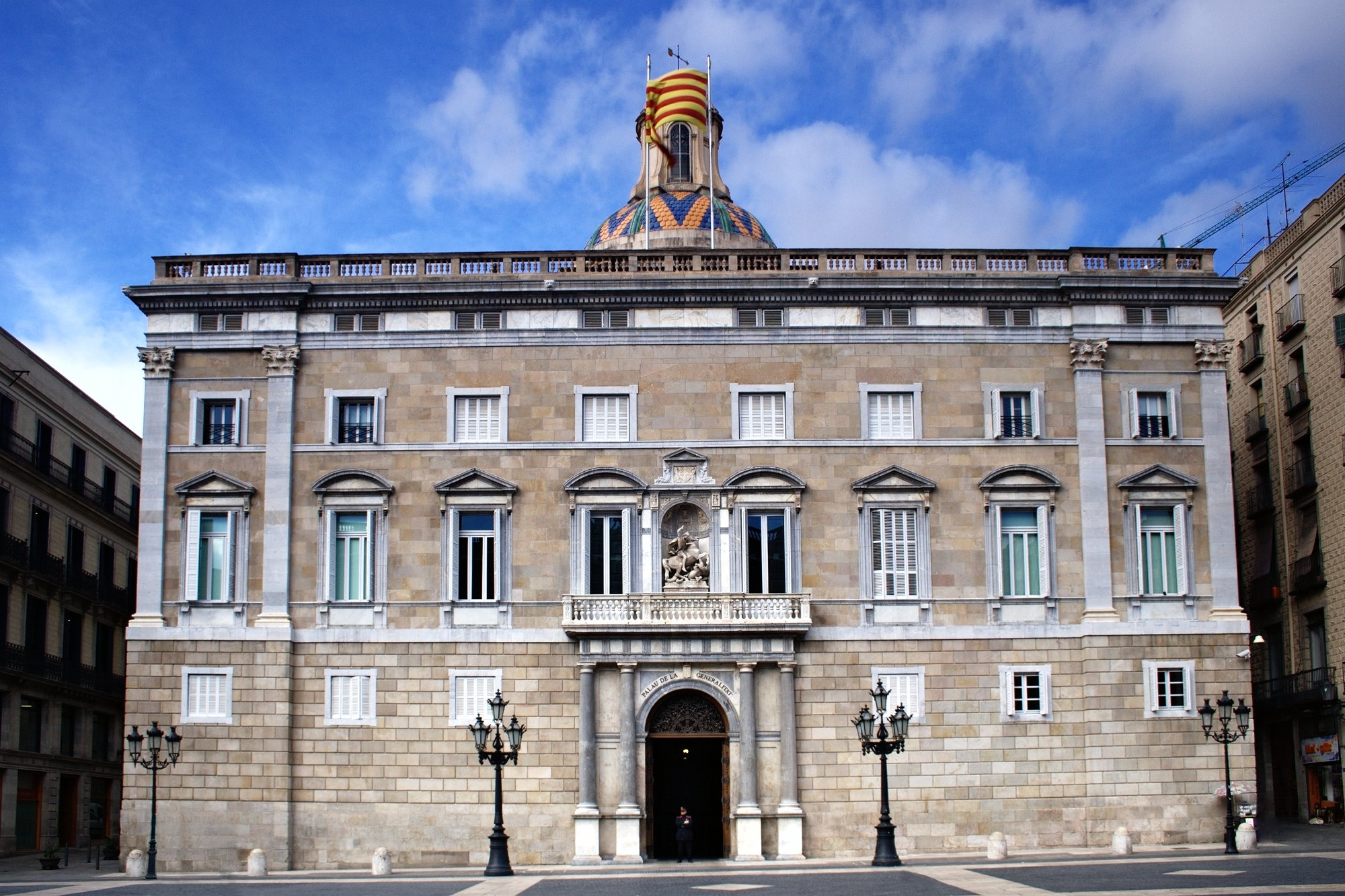
Der Sitz der Generalitat (der Palau de la Generalitat) an der Plaça de Sant Jaume in Barcelona.

Altes Emblem der Generalitat.

La Pau i Treva de Déu (wörtl.: Friede und Waffenruhe Gottes) war eine soziale Bewegung, die im 11. Jahrhundert als Reaktion der Kirche und der Bauern auf die von den Feudalherren verübten Gewalttätigkeiten gefördert wurde. Die Herkunft der katalanischen Gerichte kann darauf bezogen werden.
In den Städten war damit ein teilweise geschützter Raum vor feudaler Gewalt entstanden. Um jedoch ein Klima der Koexistenz zu gewährleisten, war es notwendig, weiter zu gehen und eine Behörde zu schaffen, die jegliche Art von Gewalttaten überall auf dem Territorium verbietet. Dies war das Ziel der Versammlungen der Pau i Treva de Déu, von denen die erste in den katalanischen Grafschaften im Jahr 1027 unter der Präsidentschaft des Abtes Oliba in Toluges (Roussillon) stattfand. Dieser vertrat den Bischof Berenguer d'Elna, der wegen einer Pilgerreise in der Diözese abwesend war.
Die Generalitat von Katalonien geht, ebenso wie die Generalitat Valenciana in der Nachbargemeinschaft Valencia, auf die ständigen Ratsversammlungen zurück, die seit dem Mittelalter die Verwaltung in den verschiedenen Territorien der Grafschaft Barcelona (Barcelona, Mallorca, Roussillon und Cerdanya) in den Zeiträumen zwischen dem Zusammentreten der Corts (den Generalständen) gewährleisten sollten.
König Jakob I. „der Eroberer“ von Aragonien (1208–1276) rief zum ersten Mal die Corts Reials Catalanes als Vertreter der gesellschaftlichen Stände ein.
Unter Peter II. (1276–1285) wurden die Corts Reials Catalanes zu einer festen Institution. Der König war verpflichtet, die Corts Catalanes (den „Katalanischen Hof“), einmal pro Jahr einzuberufen (was er nicht immer tat). Die Corts Catalanes hatten beratende und gesetzgebende Funktion und setzten sich aus drei Ständen („Armen“) zusammen: dem Klerus, dem Militär (Adel) und dem des Volkes (der königlichen Kammer, in der die direkt dem König unterstellten Städte vertreten waren). Die gesamte Institution nannte sich lo General de Cathalunya, da sie sämtliche gesellschaftliche Stände umfasste.
Der erste Schritt zur Einrichtung der Generalitat fand statt, als im Jahre 1289 in Monzón die Corts zusammentraten und für die Generalstände eine Abordnung (Diputació) auf Zeit konstituierten, um die dem König zugestandenen Dienstleistungen und Abgaben einzutreiben. Von da an steht das Wort generalitat auch für „Steuern“, das auch in Frankreich für das Steuerwesen übernommen wurde.
In den Corts, die von Peter IV. (1336–1387) in den Jahren 1358–1359 abgehalten wurden, um Mittel zur Abwehr der Angriffe Kastiliens in Aragonien und Valencia einzutreiben, wurden für die Zeit zwischen dem Zusammentreten der Corts 12 ständige Deputierte mit ausführenden Befugnissen in Sachen Steuererhebung sowie mehrere Rechnungsprüfer zur Kontrolle der Verwaltung eingesetzt. Die Deputation setzte sich aus Vertretern der drei Stände zusammen und wurde von einem Geistlichen geleitet.

### 1359 bis 1714
Der erste Präsident der Generalitat wurde 1359 Berenguer de Cruïlles, der Bischof von Girona.
Bis 1714 waren alle Präsidenten hohe Geistliche (Bischöfe katalanischer Bistümer oder Äbte katalanischer Klöster).
Nach dem Spanischen Erbfolgekrieg (1700–1713) wurden die katalanischen Institutionen aufgelöst, wodurch die katalanische Selbstverwaltung endete.

### 20. Jahrhundert

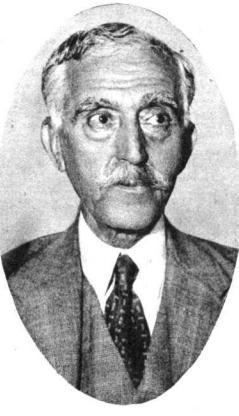
Francesc Macià i Llussà, erster Präsident der Generalitat im 20. Jahrhundert (1932–1933)

In der Zweiten Republik wurde Katalonien zunächst 1931 eine provisorische Autonomie mit Wiedererrichtung der Generalitat gewährt; diese wurde im Autonomiestatut von 1932 festgeschrieben. 1934 regte Lluís Companys, der Präsident der Generalitat, das umstrittene Gesetz für Verträge für Landarbeiter an, das zum Konflikt mit den Großgrundbesitzern und der rechtskonservativen Zentralregierung führte. Companys rief am 6. Oktober 1934 den Staat Katalonien innerhalb einer Spanischen Bundesrepublik aus. Hierauf wurde das Autonomiestatut Kataloniens von 1932 aufgehoben, die gesamte katalanische Regierung von der Armee verhaftet und später zu 30 Jahren verschärfter Haft verurteilt. Nach dem Wahlsieg der Volksfront Anfang 1936 wurde die katalanische Regierung aus der Gefängnishaft entlassen und stellte sich gegen den Militärputsch Francisco Francos vom 17. Juli 1936.
Der Spanische Bürgerkrieg (1936–1939) endete mit dem Sieg des Franquismus und der Zerschlagung der katalanischen Autonomie. Die Generalitat existierte anschließend nur im Exil, erst 1977 wurde ihrem Präsidenten Josep Tarradellas im Rahmen der Transition in Spanien zur Demokratie die Rückkehr gestattet. Tarradellas war von 1954 bis 1980 Präsident.
Im Rahmen der demokratischen Reformen in Spanien kam es am 20. März 1980 zu den ersten Parlamentswahlen in Katalonien im Rahmen des Autonomiestatuts von 1978. Dieses erste Autonomiestatut wurde 2006 durch eine Neufassung mit erweiterten Kompetenzen abgelöst.

## Aktuelle Präsidentschaft

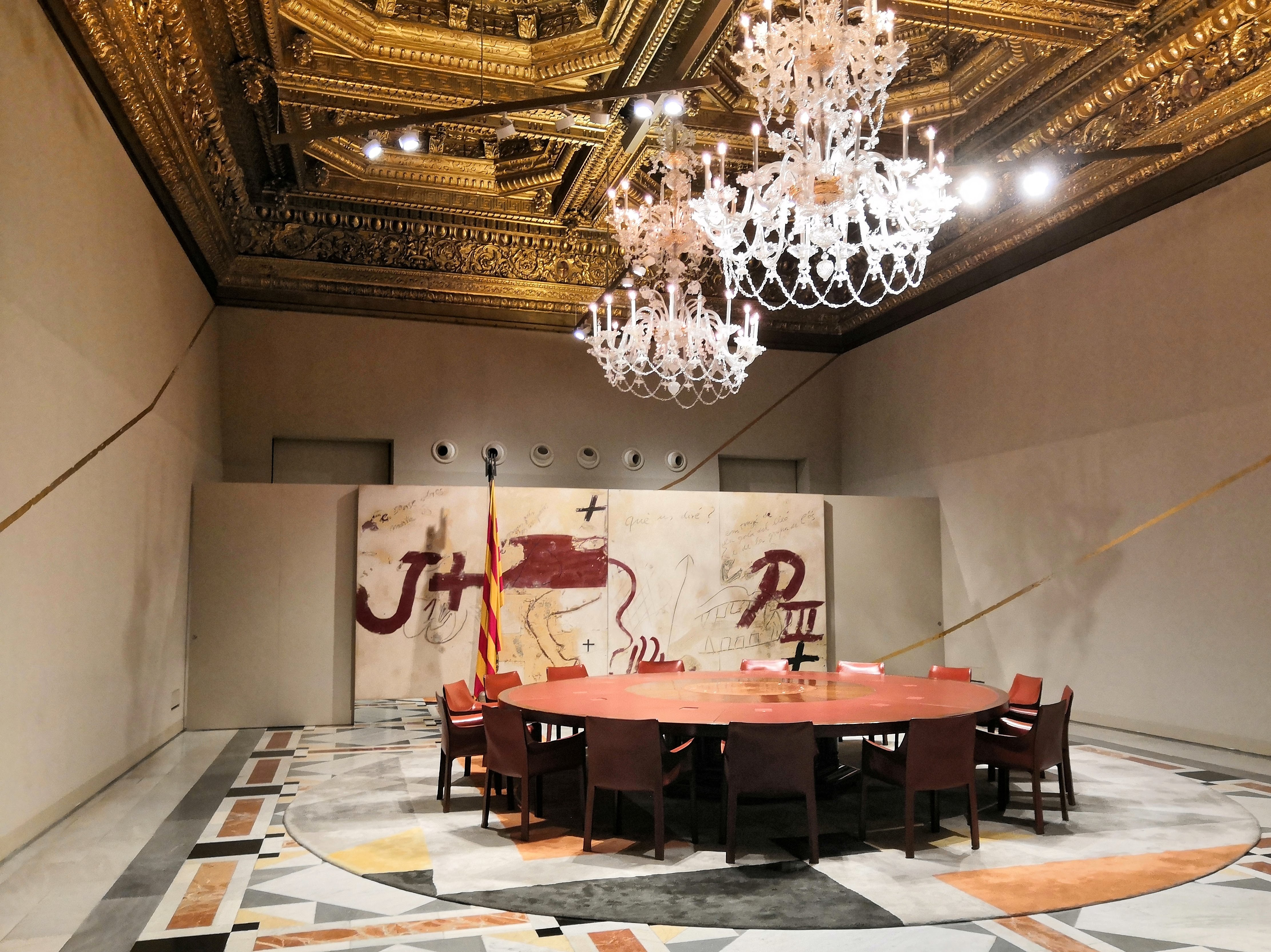
Sala Tarradellas, der Tagungsort der katalanischen Regierung

Von Januar 2016 bis Oktober 2017 amtierte Carles Puigdemont (JxS) als Präsident der Generalitat, der auf Vorschlag seines Vorgängers Artur Mas (CiU) gewählt worden war. Mas war seit der Parlamentswahl in Katalonien 2010 im Amt und folgte José Montilla (PSC) im Amt, das dieser seit 2006 innehatte.
Am 27. Oktober 2017 setzte der spanische Ministerpräsident Mariano Rajoy nach Artikel 155 der Verfassung des Königreichs Spanien Carles Puigdemont und seine Regierung ab und ernannte Soraya Sáenz de Santamaría, die Ministerin für Territorialverwaltung der spanischen Regierung, bis zu den für Dezember angekündigten Neuwahlen zur kommissarischen Regierungschefin von Katalonien. Am 15. Mai 2018 wurde Quim Torra zum neuen Präsidenten der Generalitat gewählt, woraufhin am 2. Juni sein Kabinett vereidigt wurde. Nachdem gegen Quim Torra wegen Ungehorsams ein Ämterverbot ausgesprochen wurde, übernahm dessen Stellvertreter Pere Aragonès am 28. September 2020 das Amt und wurde am 21. Mai 2021 vom neu gewählten Parlament als Regierungschef bestätigt. Nach vorgezogenen Parlamentswahlen 2024 errang die PSC die Mehrheit und konnte mit Unterstützung der ERC und der kleinen Partei Comuns Sumar Salvador Illa zum Regierungschef wählen.

## Liste der Präsidenten der Generalitat von Katalonien
1. Berenguer de Cruïlles 1359–1362
2. Romeu Sescomes 1363–1364
3. Ramon Gener 1364–1365
4. Bernat Vallès 1365
Bernat Vallès 1365–1367
Romeu Sescomes 1375–1376
5. Joan I d’Empúries 1376
6. Guillem de Guimerà 1376–1377
7. Galceran de Besora 1377–1378
Ramon Gener 1379–1380
8. Felip d’Anglesola 1380
9. Pere de Santamans 1381–1383
10. Arnau Descolomer 1384–1389
11. Miquel de Santjoan 1389–1396
12. Alfons de Tous 1396–1413
13. Marc de Vilalba 1413–1416
14. Andreu Bertran 1416–1419
15. Joan Desgarrigues 1419–1422
16. Dalmau de Cartellà 1422–1425
17. Felip de Malla 1425–1428
18. Domènec Ram 1428–1431
Marc de Vilalba 1431–1434
19. Pere de Palou 1434–1437
20. Pere de Darnius 1437–1440
21. Antoni d’Avinyó i de Moles 1440–1443
22. Jaume de Cardona i de Gandia 1443–1446 (Haus Folch de Cardona)
23. Pero Ximénez de Urrea 1446–1449
24. Bertran Samasó 1449–1452
25. Bernat Guillem Samasó 1452–1455
26. Nicolau Pujades 1455–1458
27. Antoni Pere Ferrer 1458–1461
28. Manuel de Montsuar 1461–1464
29. Francesc Colom 1464–1467
30. Ponç Andreu de Vilar 1467–1470
31. Miquel Samsó 1470–1473
32. Joan Maurici de Ribes 1473–1476
33. Miquel Delgado 1476–1478
34. Pere Joan Llobera 1478–1479
35. Berenguer de Sos 1479–1482
36. Pere de Cardona 1482–1485 (Haus Folch de Cardona)
Ponç Andreu de Vilar 1485–1488
37. Juan Payo Coello 1488–1491
38. Joan de Peralta 1491–1494
39. Francí Vicenç 1494–1497
40. Pedro de Mendoza 1497–1500, Abt von Santes Creus (nicht identisch mit dem Konquistador gleichen Namens)
41. Alfons d’Aragó 1500–1503
42. Ferrer Nicolau de Gualbes i Desvalls 1503–1504
43. Gonzalo Fernández de Heredia 1504–1506
44. Lluís Desplà i d’Oms 1506–1509
45. Jordi Sanç 1509–1512
46. Joan d’Aragó 1512–1514
47. Jaume Fiella 1514–1515
48. Esteve de Garret 1515–1518
49. Bernat de Corbera 1518–1521
50. Joan Margarit i de Requesens 1521–1524
51. Lluís de Cardona i Enríquez 1524–1527 (Haus Folch de Cardona)
52. Francesc de Solsona 1527–1530
53. Francesc Oliver de Boteller 1530–1533
54. Dionís de Carcassona 1533–1536
55. Joan Pasqual 1536–1539
56. Jeroni de Requesens i Roís de Liori 1539–1542
57. Miquel Puig 1542–1545
58. Jaume Caçador 1545–1548
59. Miquel d’Oms i de Sentmenat 1548–1551
60. Onofre de Copons i de Vilafranca 1551–1552
61. Miquel de Ferrer i de Marimon 1552
62. Joan de Tormo 1552–1553
63. Miquel de Tormo 1553–1554
64. Francesc Jeroni Benet Franc 1554–1557
65. Pere Àngel Ferrer i Despuig 1557–1559
66. Ferran de Lloances i Peres 1559–1560
Miquel d’Oms i de Sentmenat 1560–1563
67. Onofre Gomis 1563–1566
68. Francesc Giginta 1566–1569
69. Benet de Tocco 1569–1572
70. Jaume Cerveró 1572–1575
71. Pere Oliver de Boteller i de Riquer 1575–1578
Benet de Tocco 1578–1581
72. Rafael d’Oms 1581–1584
73. Jaume Beuló 1584
Pere Oliver de Boteller i de Riquer 1584–1587
74. Martí Joan de Calders 1587
75. Francesc Oliver de Boteller 1587–1588
76. Jaume Caçador i Claret 1590–1593
77. Miquel d’Agullana 1593–1596
Francesc Oliver de Boteller 1596–1598
78. Francesc Oliveres 1598–1599
79. Jaume Cordelles i Oms 1599–1602
80. Bernat de Cardona i de Queralt 1602–1605
81. Pere Pau Caçador i d’Aguilar–Dusai 1605–1608
82. Onofre d’Alentorn i de Botella 1608–1611
83. Francesc de Sentjust i de Castre 1611–1614
84. Ramon d’Olmera i d’Alemany 1614–1616
85. Miquel d’Aimeric 1616–1617
86. Lluís de Tena 1617–1620
87. Benet Fontanella 1620–1623
88. Pere de Magarola i Fontanet 1623–1626
89. Francesc Morillo 1626–1629
90. Pere Antoni Serra 1629–1632
91. Esteve Salacruz 1632
92. García Gil de Manrique y Maldonado 1632–1635
93. Miquel d’Alentorn i de Salbà 1635–1638
94. Pau Claris i Casademunt 1638–1641
95. Josep Soler 1641
96. Bernat de Cardona i de Raset 1641–1644
97. Gispert d’Amat i Desbosc de Sant Vicenç 1644–1647
98. Andreu Pont 1647–1650
99. Pau del Rosso 1650–1654
100. Francesc Pijoan 1654–1656
101. Joan Jeroni Besora 1656–1659
102. Pau d’Àger 1659–1662
103. Jaume de Copons i de Tamarit 1662–1665
104. Josep de Magarola i de Grau 1665–1668
105. Joan Pagès i Vallgornera 1668–1671
106. Josep de Camporrells i de Sabater 1671–1674
107. Esteve Mercadal i Dou 1674–1677
108. Alfonso de Sotomayor 1677–1680
109. Josep Sastre i Prats 1680–1683
110. Baltasar de Muntaner i de Sacosta 1683–1686
111. Antoni de Saiol i de Quarteroni 1686–1689
112. Benet Ignasi de Salazar 1689–1692
113. Antoni de Planella i de Cruïlles 1692–1695
114. Rafael de Pinyana i Galvany 1695–1698
115. Climent de Solanell i de Foix 1698–1701
116. Josep Antoni Valls i Pandutxo 1701
Antoni de Planella i de Cruïlles 1701–1704
117. Francesc de Valls i Freixa 1704–1705
118. Josep Grau 1706–1707
119. Manuel de Copons i d’Esquerrer 1707–1710
120. Francesc Antoni de Solanell i de Montellà 1710–1713
121. Josep de Vilamala 1713–1714
122. Francesc Macià i Llussà (ERC) 1932–1933
123. Lluís Companys i Jover (ERC) 1933–1940 (1934–1936 abgesetzt, 1939 geflohen, 1940 in Barcelona erschossen)
124. Josep Irla i Bosch (ERC) 1940–1954 (im Exil)
125. Josep Tarradellas i Joan (ERC) 1954–1980 (bis 1977 im Exil)
126. Jordi Pujol i Soley (CiU) 1980–2003
127. Pasqual Maragall i Mira (PSC) 2003–2006
128. José Montilla Aguilera (PSC) 2006–2010
129. Artur Mas i Gavarró (CiU) 2010–2016
130. Carles Puigdemont i Casamajó (JxS) 2016–2017
  - Soraya Sáenz de Santamaría Antón (PP) 2017–2018 (kommissarisch)
131. Joaquim Torra i Pla (Jxcat) 2018–2020
132. Pere Aragonès i Garcia (ERC) 2020–2024
133. Salvador Illa i Roca (PSC) seit 2024[2]

Anmerkung: nach spanischer Zählweise fängt die Zählung mit Francesc Macià i Llussà in der zweiten spanischen Republik 1932 an; die historische ins 14. Jhd. zurückgehende Generalitat habe außer ihrem Namen in Kompetenzen nichts mit der modernen Generalitat gemeinsam.

## Sprachgebrauch
Nach dem Autonomiestatut gehören zur Generalitat das Regionalparlament, der Ministerpräsident, die Regierung, der Consell de Garanties Estatuàries, der Síndic de Greuges (Bürgerbeauftragter), die Sindicatura de Comptes (Rechnungshof) und der Consell de l’Audiovisual de Catalunya.
Im allgemeinen Sprachgebrauch ist in Spanien und Katalonien häufig nur die Exekutive (Ministerpräsident, Regionalregierung und deren Verwaltungsbehörden) gemeint, wenn von Generalitat die Rede ist.

## Ministerien
| Name                                                                                     | Name                                                                                              | Gründung  | Bild |
| ---------------------------------------------------------------------------------------- | ------------------------------------------------------------------------------------------------- | --------- | ---- |
| Presidente de la Generalidad de Cataluña                                                 | Präsident der Generalitat von Katalonien                                                          |           |      |
| Portavoz del Gobierno de Cataluña                                                        | Sprecher der katalanischen Regierung                                                              |           |      |
| Consejería de la Presidencia de la Generalidad de Cataluña                               | Ministerium der Präsidentschaft der Generalitat von Katalonien                                    | 1980      |      |
| Consejería de Economía y Hacienda de Cataluña                                            | Ministerium für Wirtschaft und Finanzen von Katalonien                                            | 1977      |      |
| Consejería de Interior de la Generalidad de Cataluña                                     | Innenministerium der Generalitat von Katalonien                                                   | 1999      |      |
| Consejería de Justicia y Calidad Democrática                                             | Ministerium für Justiz und demokratische Qualität                                                 | 2024      |      |
| Consejería de Territorio, Vivienda y Transición Ecológica de la Generalidad de Cataluña  | Abteilung für Territorium, Wohnungsbau und ökologischen Wandel der Generalitat von Katalonien     | 2024      |      |
| Departamento de Salud de la Generalidad de Cataluña                                      | Gesundheitsministerium der Generalitat von Katalonien                                             | 1977/2003 |      |
| Consejería de Educación de la Generalidad de Cataluña                                    | Bildungsministerium der Generalitat von Katalonien                                                | 2018      |      |
| Consejería de Derechos Sociales de la Generalidad de Cataluña                            | Abteilung für soziale Rechte der Regierung von Katalonien                                         | 1988/2021 |      |
| Consejería de Empresa y Trabajo de la Generalidad de Cataluña                            | Ministerium für Unternehmen und Beschäftigung der Generalitat von Katalonien                      | 1977/2021 |      |
| Consejería de Igualdad y Feminismo de la Generalidad de Cataluña                         | Ministerium für Gleichstellung und Feminismus der Generalitat von Katalonien                      | 2021      |      |
| Consejería de Acción Exterior y Unión Europea                                            | Ministerium für Auswärtige Angelegenheiten und Europäische Union                                  | 2016/2021 |      |
| Consejería de Investigación y Universidades de la Generalidad de Cataluña                | Ministerium für Forschung und Universitäten der Regierung von Katalonien                          | 2021      |      |
| Consejería de Agricultura, Ganadería, Pesca y Alimentación de la Generalidad de Cataluña | Ministerium für Landwirtschaft, Viehzucht, Fischerei und Ernährung der Generalitat von Katalonien | 2024      |      |
| Consejería de Deportes de la Generalidad de Cataluña                                     | Sportabteilung der Generalitat von Katalonien                                                     | 2024      |      |
| Consejería de Cultura de la Generalidad de Cataluña                                      | Ministerium für Kultur der Generalitat von Katalonien                                             | 1977/1980 |      |
| Consejería de Política Lingüística de la Generalidad de Cataluña                         | Ministerium für Sprachpolitik der Generalitat von Katalonien                                      | 2024      |      |